# 八里坌堡
八里坌堡，是台灣北部自清治時期至日治初期的一個行政區劃，其範圍包括今新北市的八里區、林口區、泰山區全部，五股區中西部，新莊區西端，以及桃園市的龜山區東部，蘆竹區東北部。
八里坌堡北瀕台灣海峽，東邊為芝蘭三堡、芝蘭二堡、興直堡，南邊為海山堡，西邊為桃澗堡，西邊端與竹北二堡有一段邊界。

## 管轄街庄
八里坌堡共轄31個庄：
- 今八里區境內：大八里坌庄、小八里坌庄、長道坑庄、下罟仔庄
- 今林口區境內：大南灣庄、小南灣庄、瑞樹坑庄、大平嶺庄、南勢埔庄、菁埔庄
- 今泰山區境內：山腳庄、楓樹腳庄、大窠坑庄、頂田心仔庄、義學庄、崎仔腳庄、貴仔坑庄、下坡角庄
- 今五股區境內：觀音坑庄、洲仔庄、成仔藔庄、五股坑庄、石土地公庄、水碓庄
- 今新莊區境內：十八份庄、頂坡角庄
- 今龜山區境內：牛角坡庄、塔藔坑庄
- 今蘆竹區境內：坑仔口庄、坑仔外庄、坑仔庄